# Kappelen (Haut-Rhin)
Kappelen (deutsch Kappeln) ist eine französische Gemeinde mit 571 Einwohnern (Stand 1. Januar 2022) im Département Haut-Rhin in der Region Grand Est (bis 2015 Elsass). Sie gehört zum Arrondissement Mulhouse, zum Kanton Brunstatt-Didenheim und zum Gemeindeverband Saint-Louis Agglomération.

## Geografie
Die Gemeinde Kappelen liegt im Sundgau, etwa 15 Kilometer nordwestlich von Basel und 15 Kilometer östlich von Altkirch.
Nachbargemeinden von Kappelen sind Uffheim im Norden, Brinckheim im Osten, Michelbach-le-Bas im Südosten, Ranspach-le-Bas im Süden, Helfrantzkirch im Südwesten sowie Stetten im Nordwesten.

## Geschichte
Auf der Gemarkung neolithische Funde. Ersterwähnung als Chapellon 1144. Die Mutterkirche befand sich in Stetten, Kappelen besaß bis 1820 nur eine St. Michaelskapelle, auf die sich der Ortsname bezieht. Der Ort gehörte zur habsburgischen Herrschaft Landser bis zum Westfälischen Frieden 1648 und ging dann mit dem ganzen elsässischen Besitz der Habsburger an die französische Krone. Von 1871 bis 1918 gehörte es zum Reichsland Elsass-Lothringen.
Bei Kappelen befand sich das im 15. Jahrhundert abgegangene Zeisweiler. An der Gemarkungsgrenze zu Helfrantzkirch ist mit Rüschweiler eine weitere Siedlungswüstung überliefert.

### Bevölkerungsentwicklung
| Jahr      | 1962 | 1968 | 1975 | 1982 | 1990 | 1999 | 2006 | 2016 |
| Einwohner | 289  | 290  | 324  | 369  | 412  | 499  | 512  | 587  |

## Sehenswürdigkeiten
- Die 1977 eingeweihte Pfarrkirche St. Michael fügt sich kontraststark ins Ortsbild. Ihr Vorgängerbau beim Friedhof stammte von 1820, wurde 1843 erweitert und wird heute zum Teil als Feuerwehrlokal genutzt. Das spätklassizistische Portal zugemauert. Bereits 1880 wurde ein Neubau geplant.
- Das Pfarrhaus, ein schlichter Walmdachbau mit Eckquadern und einer Freitreppe wurde 1746 erbaut. Einst mit Ökonomiegebäuden: Zehntscheune, Stallungen, Kelter.
- Die Sankt Wolfgangskapelle zwischen Stetten und Kappelen war seit dem Mittelalter – erste Erwähnung im 12. Jahrhundert – bis zum Ende des 19. Jahrhunderts eine beliebte Wallfahrtsstätte. 1755 fügte man an den alten gotischen Chor ein neues Schiff mit Dachreiter an. Bemalte Kassettendecke.
- Die Hintere Mühle gehörte im 18. Jahrhundert als Mühle und Landwirtschaftsbetrieb einer Familie Specker.
- Die Niedere Mühle ist in einem Notariatsschreiben vom 27. Juli 1692 erstmals erwähnt.

Das Ortsbild wird durch eine ganze Anzahl gut erhaltener Fachwerkbauten geprägt. Alle in Rähmbauweise und meistens aus dem 19. und 18. Jahrhundert. Das Haus Nr. 3 an der Rue de la Paix, an der Giebelseite datiert 1687, stammt aus der Zeit der Aufbautätigkeit nach dem Dreißigjährigen Krieg. Rähmbauweise mit langer, mit Andreaskreuzen verzierter Laube auf den verlängerten Deckenbalken des Erdgeschosses. Wetterdächlein am Giebel. Der liegende Dachstuhl im Giebeldreieck erkennbar. Das Stubenfenster ursprünglich dreiteilig.

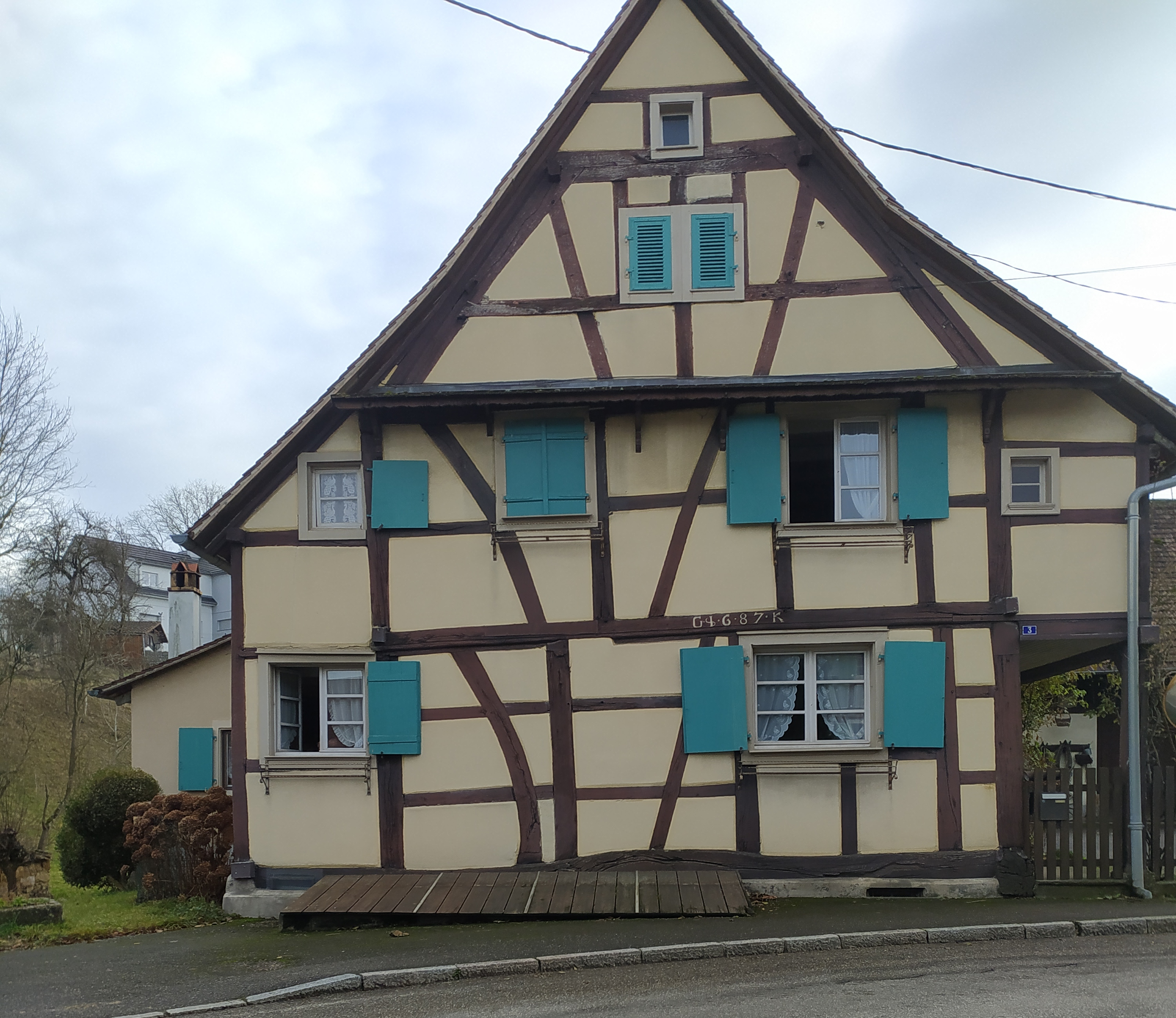
Kappelen, Fachwerkhaus 1687, 3 Rue de la Paix

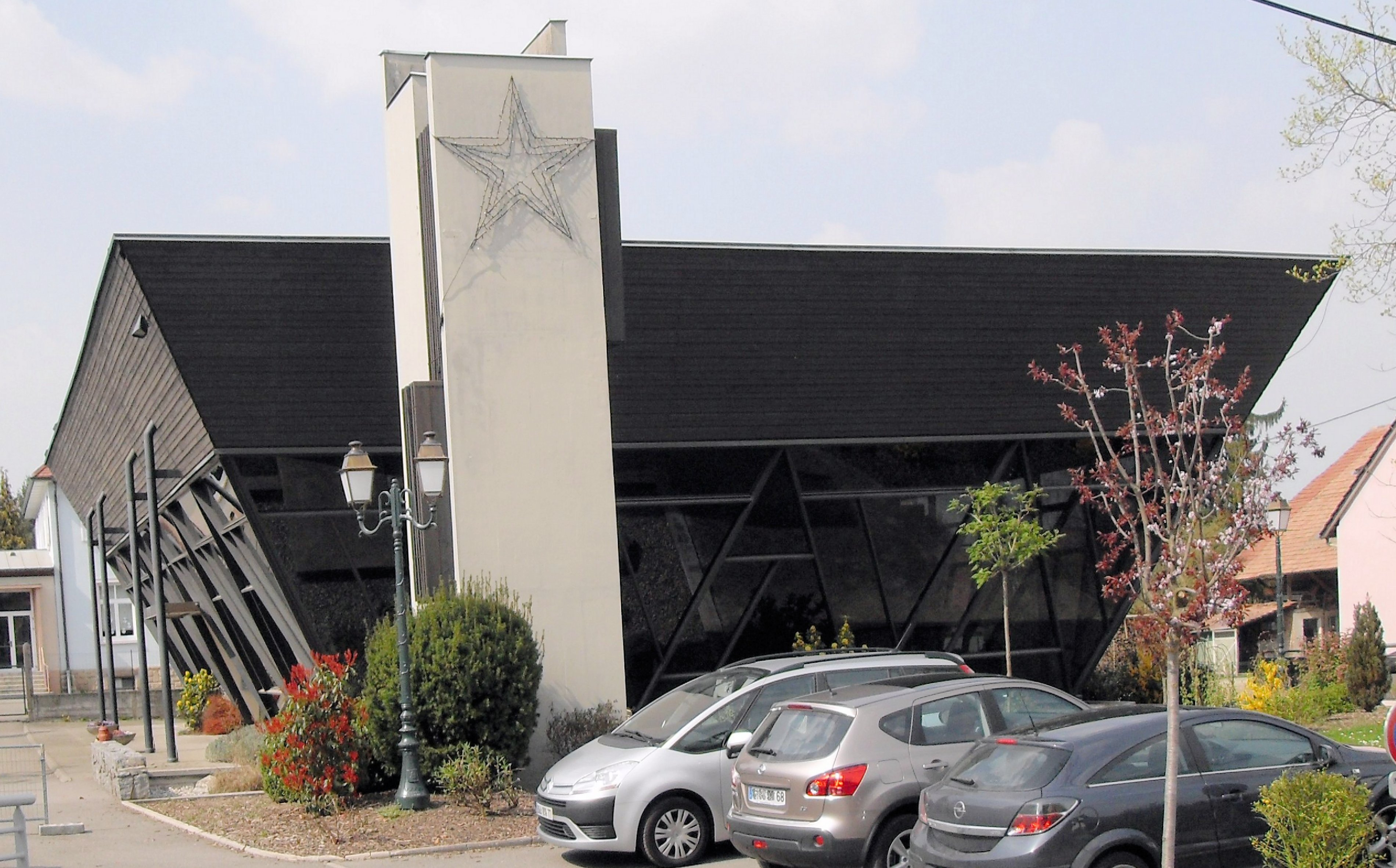
1977 fertiggestellte Kirche St. Michael
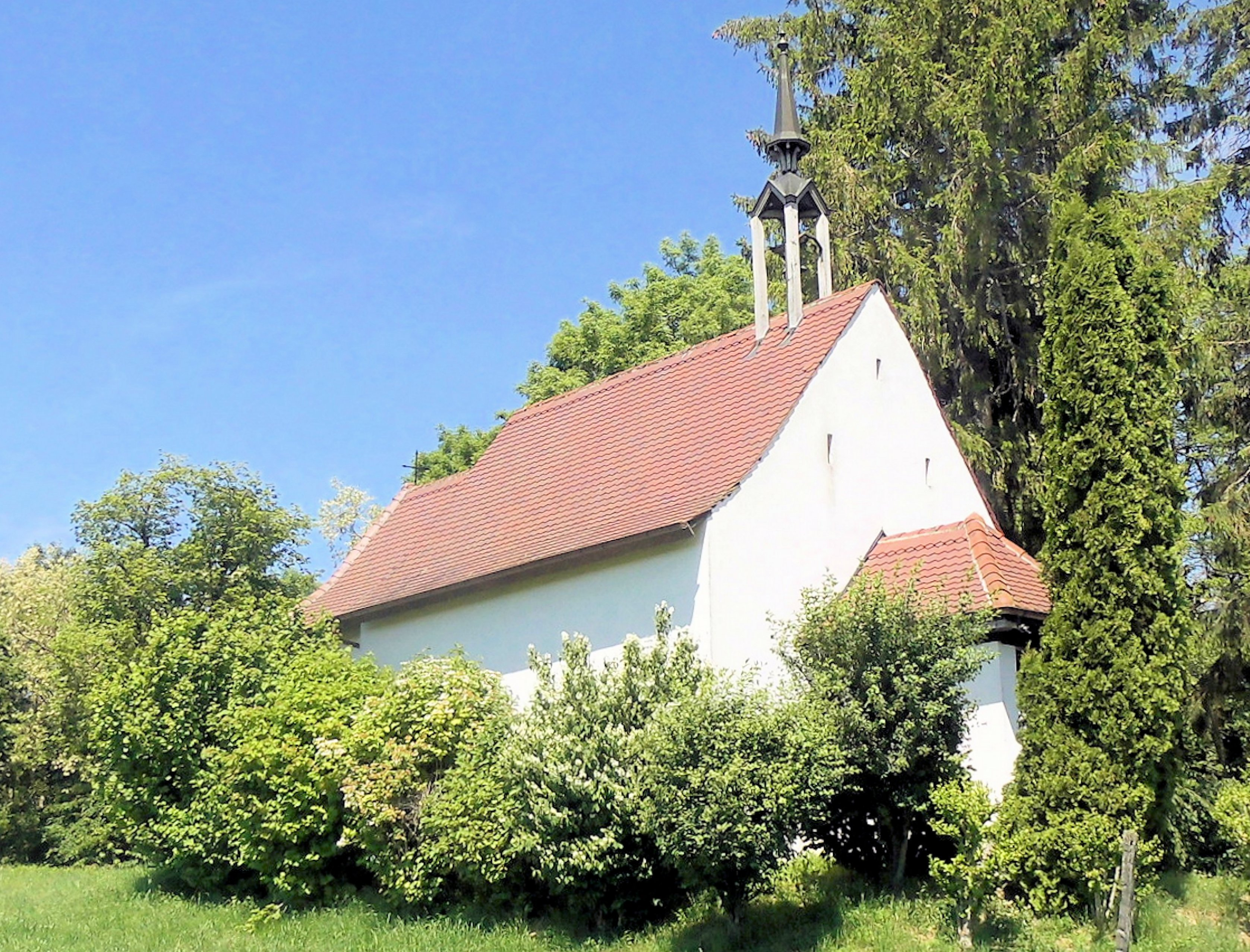
Kapelle St. Wolfgang

## Persönlichkeiten
Auf dem Friedhof in Kappelen wurde Paul Stinzi (1898–1988), Historiker und Geograph, der sich insbesondere um den Sundgau verdient gemacht hatte, begraben.  U. a. Verfasser des Standardwerkes Der Sundgau, Landschaft , Geschichte, Kultur (1985).